# Orimarga (Orimarga) exasperata
Orimarga (Orimarga) exasperata is een tweevleugelige uit de familie steltmuggen (Limoniidae). De soort komt voor in het Oriëntaals gebied.